# 白彦花站
白彦花站是位于内蒙古自治区乌拉特前旗白彦花镇的一个铁路车站，邮政编码14411。车站建于1955年，有包兰铁路经过该站，现办理客货运业务，车站及其上下行区间均为电气化区段。车站距离包头站46公里，隶属呼和浩特铁路局，是四等站。